# Handbra

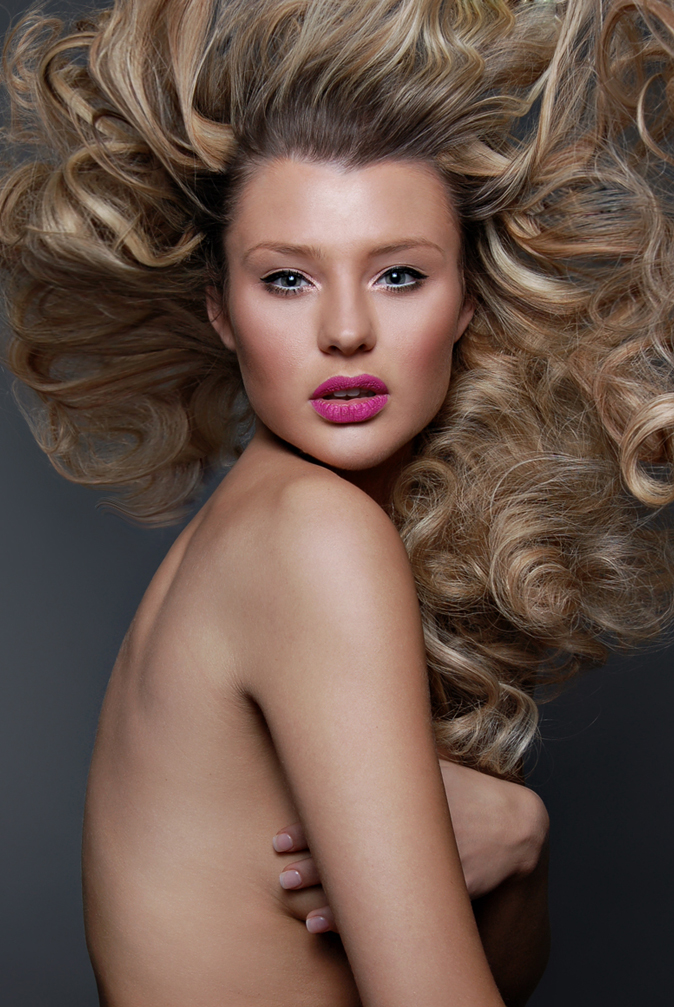
Esempio di handbra nella fotografia glamour.

La tecnica dell'handbra è una posa usata nella fotografia glamour dove la modella, a torso nudo, si copre i seni con le proprie mani o con quelle di qualcun altro.

## Storia
All'inizio del XX secolo l'handbra non era molto popolare in Europa e in America, perché il topless e la nudità erano piuttosto diffusi. A partire dagli anni trenta, dopo che le immagini dei seni nudi vennero represse, l'handbra divenne una tecnica sempre più sfruttata e trovò maggiore accoglimento nella cultura degli anni cinquanta, grazie alla diffusione della moda delle pin-up. Una volta accettate le immagini dei seni, l'handbra trovò particolare applicazione nelle riviste di moda e nelle riviste dedicate al pubblico maschile come FHM e Maxim.
L'handbra venne frequentemente utilizzato anche da alcune attrici che posavano per alcuni servizi fotografici sexy senza volersi mostrare in topless; alcuni esempi includono Brigitte Bardot, Elizabeth Taylor in un servizio per Playboy sul set di Cleopatra, Elle Macpherson su Sports Illustrated Swimsuit Issue del febbraio 1989 e Janet Jackson sulla copertina di Rolling Stone nel 1993. Nel luglio del 1994 la figlia di Ronald Reagan Patti Davis si prestò ad un servizio fotografico di nudo per Playboy e apparve in copertina davanti ad un modello di colore che le copriva i seni con le proprie mani.
Esiste un tipo di reggiseno chiamato "handbra" che ha delle coppe a forma di mani. Lady Gaga ne ha indossato uno rappresentante dei guanti di pelle nel videoclip del suo singolo Applause.